# Écurey-en-Verdunois
 Écurey-en-Verdunois  là một xã thuộc tỉnh Meuse trong vùng Lorraine đông nam nước Pháp. Xã này nằm ở khu vực có độ cao trung bình 202 mét trên mực nước biển.